# 普雷甘齐奥尔
普雷甘齐奥尔（義大利語：Preganziol），是意大利威尼托大区特雷维索省的一个市镇。总面积22.89平方公里，人口16988人，人口密度742.2人/平方公里（2009年）。国家统计（ISTAT）代码为026063。